# شيانج ري يونايتد
نادي شيانج ري يونايتد ( التايلاندية الأبجدية : สโมสร ฟุตบอล เชียงราย ยูไนเต็ด) هو نادي تابع اتحاد كرة القدم التايلاندي المحترفين ومقره في مقاطعة تشيانج راي ، وهي مدينة تقع في الجزء الشمالي من تايلاند. يلعب النادي في الدوري التايلاندي 1.

## روابط خارجية
- الموقع الرسمي chiangraiunited نادي كرة القدم